# Kuopio
Kuopio város Finnországban, Észak-Szavónia régió székhelye, az ország 8. legnagyobb városa. 

## Fekvése
A várost a Kallavesi tó veszi körül, és néhány kerület szigetekre épült. Területe 1730 km² kiterjedésű, ennek csaknem fele víz.

## Történelem
Kuopiót 1653-ban alapította Peter Brahe kormányzó, de a hivatalos dátum 1775. november 17., amikor III. Gusztáv svéd király megparancsolta, hogy alapítsák meg a várost. Vehmersalmi 2005. január 1-jén csatlakozott a várossal. Korábban Kuopion Maalaiskunta egyesült a várossal (1969-ben), majd Riistavesi (1973).

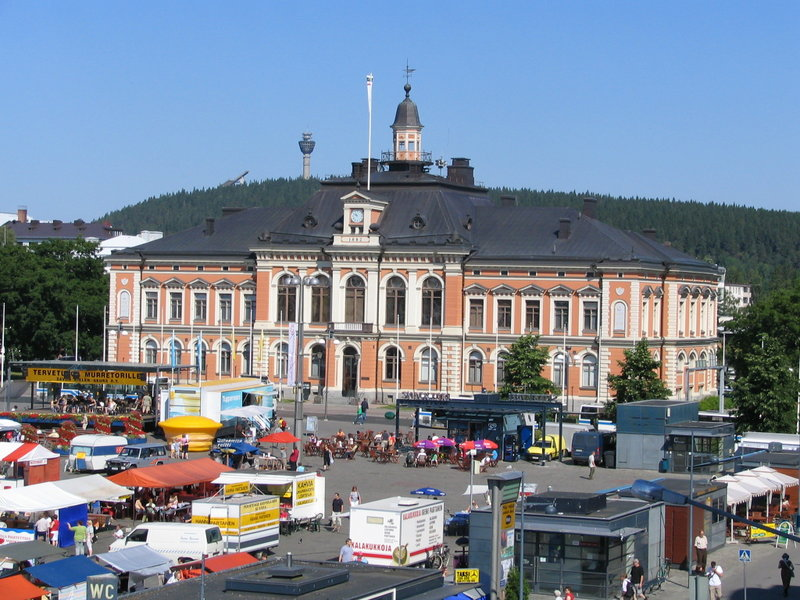
Városháza
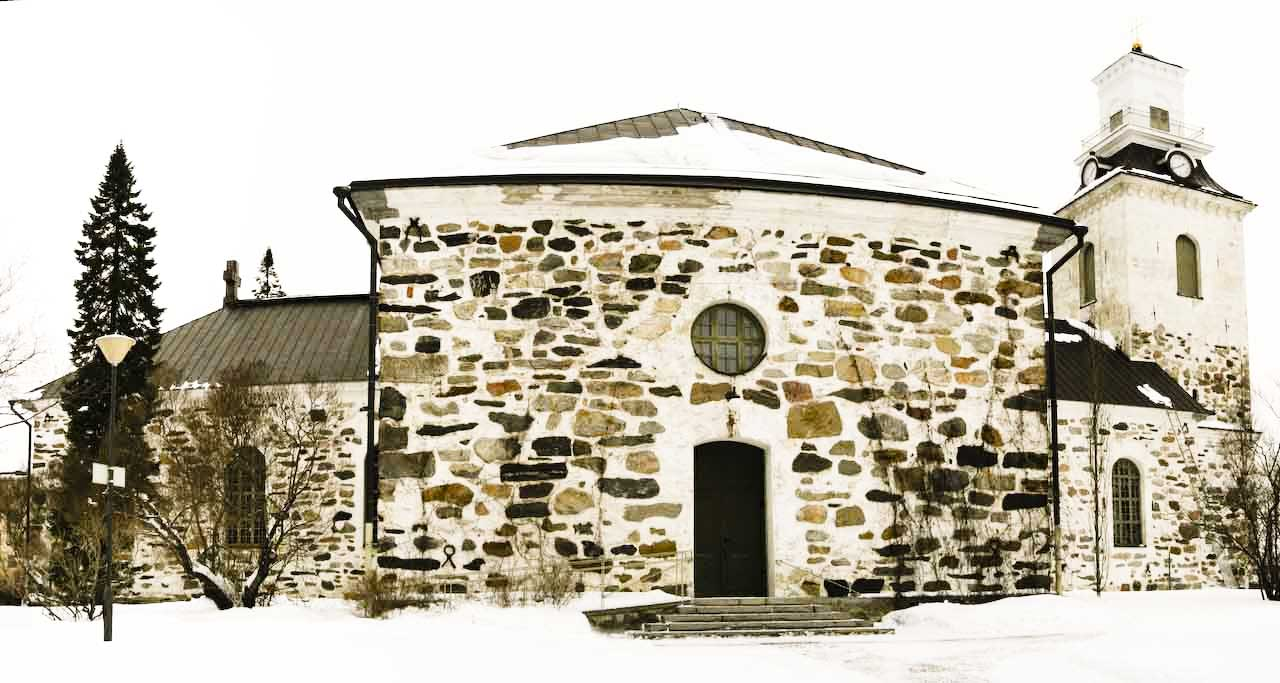
Székesegyház
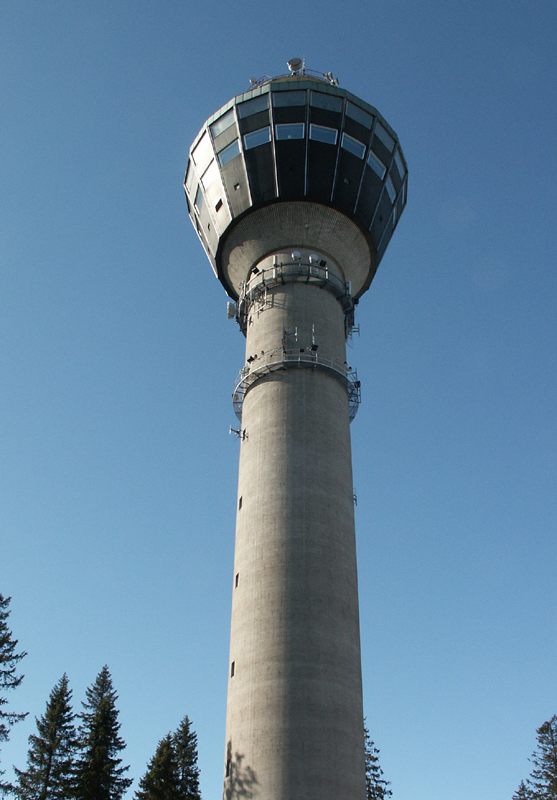
Puijo torony
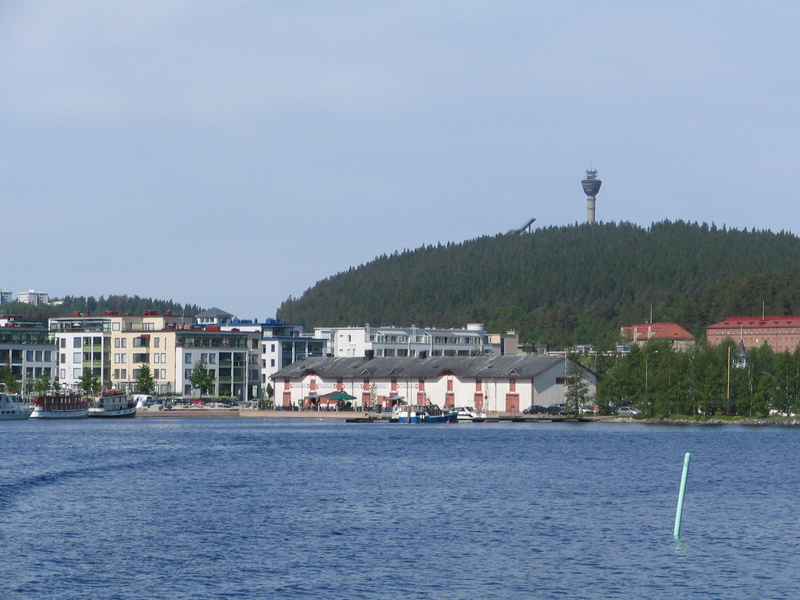
A kikötő

## Népesség
Több mint 91 000 lakossal ez Finnország 8. legnagyobb városa. A népsűrűség csak 52 fő/km², de a belvárosok nagyon sűrűn lakottak, csaknem, mint Helsinki belvárosa. Agglomerációjával együtt kb. 120 000 lakosa van.

## Gazdaság
A 2006. január 1-jei adatok szerint Kuopióban a legtöbb embert az alábbi munkahelyek alkalmazzák:
- a Városháza (5 977 alkalmazott),
- a Kuopio Egyetemi Kórház (KUH; in Finnish KYS) (4 166),
- a Kuopiói Egyetem (1 595),
- a Savo Consortium for Education (636),
- a Niuvanniemi kórház (596),
- a PeeÄssä áruház (572),
- a finn postaszolgálat (527),
- az ISS (478) és
- az Atria PLC (350).

### Közlekedés
A város megközelíthetősége jó – a Finnair és a Blue1 légiszolgáltatásait, valamint a Pendolino vasutakat is ideértve.

## Kultúra
Kuopio Kelet-Finnország kulturális központja. A kulturális élet nagyon aktív. A jelentős események közé tartozik a Kuopio Táncfesztivál és a Kuopio Borfesztivál.
Kuopióról leginkább a Kalakukko nevű finn halételre, a szavóniai dialektusra, a Puijo hegyre, és a Puijo toronyra gondol az ember. 
Finnországban a közvélekedés szerint a kuopióiak joviális, viccelődő emberek. Észak-Szavónia régióban a halálozási arány mindig is magasabb volt, mint a finnországi átlag.
Kuopio az egyik leglátogatottabb finn város.

### Oktatás

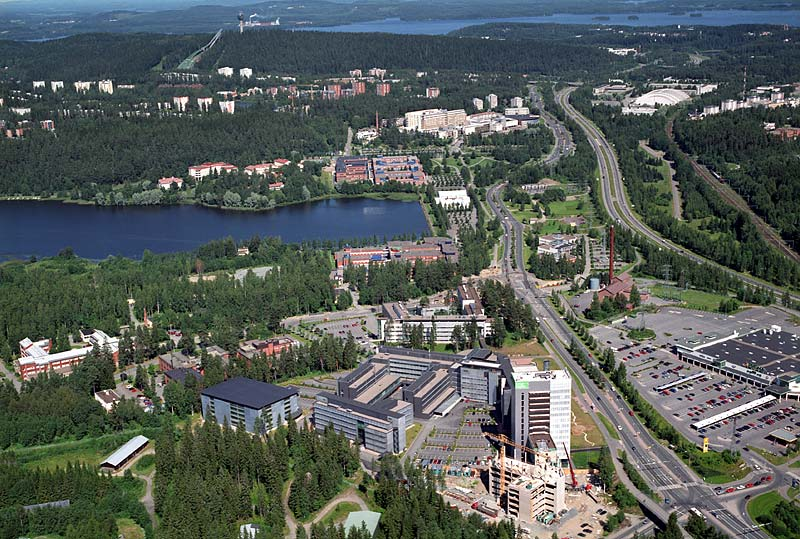
Kuopiói Egyetem

Kuopióban alapították az első finn nyelvű iskolákat (pl.: a vakok iskoláját 1871-ben, a kereskedelmi iskolát 1887-ben). Jelenleg a legfontosabb oktatási intézmények a Kuopiói Egyetem, a Szavóniai Tudományegyetem, és a Sibelius Akadémia kuopiói épületei.

## Sport

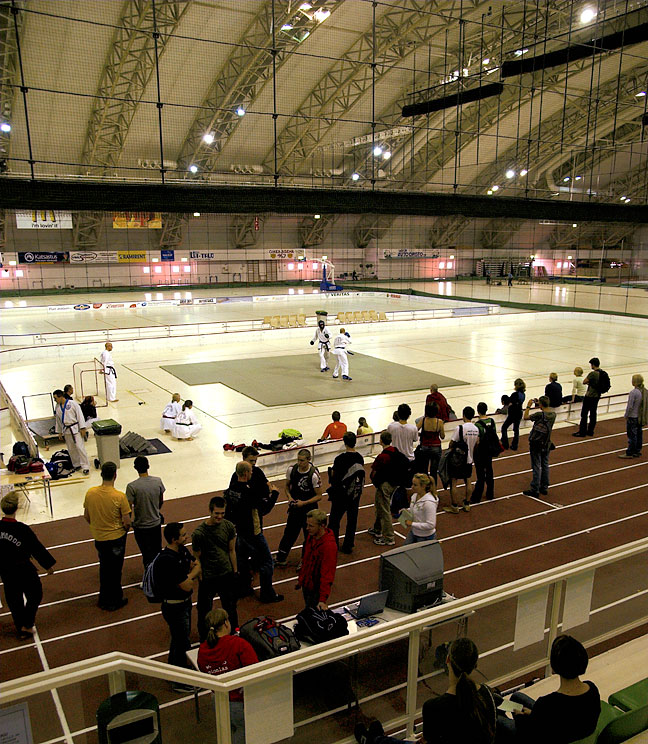
Sportcsarnok

A Puijo hegyen, a hasonnevű arénában rendezik meg minden évben a Síugró Világkupa versenyt. A nagysánc K-pontja 127 méteren van.
Itt tréningezik a Puijon Hiihtoseura északisí- és biatlonklub is, amelynek tagjai közt olyan versenyzők vannak, mint Juha Ruuskanen vagy Matti Hautamäki olimpiai ezüstérmes síugrók.
Sportegyesületek:
- KalPa (jégkorongklub)
- KuPS (labdarúgás)
- Puijon Hiihtoseura (síelés, síugrás, északi összetett, biatlon)
- Puijon Pesis (pesäpallo)
- Maratoni futás a jégen

## Híres emberek
Itt születtek: 
- Martti Ahtisaari Nobel-békedíjas diplomata, politikus
- Minna Canth írónő
- Pekka Halonen festőművész
- Marco Hietala heavy metal-énekes
- Zachary Hietala heavy metal-énekes
- Olli Jokinen
- Sami Kapanen jégkorongozó
- Hannes Kolehmainen
- Lasse Lehtinen
- Paavo Lipponen
- Pertti "Spede" Pasanen
- Wille Riekkinen
- Juho Rissanen
- Kimmo Timonen jégkorongozó
- Johan Vilhelm Snellman 19. századi államférfi
- Fridolf Weurlander
- von Wright-testvérek, Magnus, Wilhelm Ferdinand
- Marja-Leena Tiainen finn írónő (1951–)
- Eero Balk finn műfordító, író (1955 –)

## Testvérvárosok
- Besançon, Franciaország
- Castrop-Rauxel, Németország
- Gera, Németország
- Győr, Magyarország (1978)
- Opole, Lengyelország